# Lümandu (Märjamaa)
Lümandu – wieś w Estonii, prowincji Rapla, w gminie Märjamaa.